# Cesare Sofianopulo
Cesare Sofianopulo (Trieste, 28 maggio 1889 – Trieste, 19 marzo 1968) è stato un pittore e letterato italiano di origine greca.

## Biografia
Nasce a Trieste terzo di quattro fratelli, da un'agiata famiglia di origine greca. Il padre, Charalambo, era giunto nella città italiana nel 1850, la madre Maria Nicolaidi era discendente di Cesare Romagnoli, carbonaro anconetano. Nel 1905 realizza i primi dipinti e disegni.
Nel 1907 muore il padre. Nel 1908 soggiorna in Grecia, ad Egion Achea, patria della madre. Dipinge la serie del Monte Parnaso.
Studia col noto pittore triestino Argio Orell, che lo avvia a uno stile secessionista ed espone per la prima volta al Circolo Artistico triestino. Fra il 1910 e il 1911 è iscritto all'Accademia di Belle Arti di Monaco di Baviera, con Angelo Jank. Passa poi due anni a Parigi all'Académie Julian, dove conosce Modigliani, Lipchitz, Max Jacob, D'Annunzio, e frequenta i corsi di Jean Paul Lorens; studia arte drammatica all'Académie Pasdeloup, diretta da Raymond Duncan, fratello della celebre Isadora. Torna poi a Monaco nel 1912-14 e studia con Franz von Stuck, da cui prende l'impostazione con pennellata sicura e il tema del macabro e della morte. All'Esposizione internazionale del Glaspalast del 1913, espone La Malata, che rientra nel clima secessionista. La frequentazione assidua dei concerti sinfonici lo stimola a ricercare un'unità di corrispondenza tra musica e pittura, che sintetizza in una nuova teoria dei colori. Nel 1913 inizia il Ritratto di Frances, fanciulla americana conosciuta a un concerto. Artista perfezionista, Sofianopulo lavora più e più volte sui suoi quadri, tanto che ritornerà su quest'opera per tutta la vita.
Nel 1914 ritorna a Trieste, città in cui vivrà tutta la vita. Nel 1915 il fratello maggiore Mario (alla greca: Panajoti) che già aveva combattuto volontario per la Grecia nel 1912 prendendo parte alla Battaglia di Drisko si arruola volontario per l'Italia. Nel corso della guerra, combatte sul Piave col Savoia Cavalleria, venendo più volte decorato al valore.
Risale al 1916 l'esordio come critico sul giornale di Trieste Il Lavoratore. Con un gruppetto di amici, partecipa alle manifestazioni per la vittoria italiana nel 1918 e battezza il molo “Audace”. Stampa la raccolta di poesie patriottiche Odi alla Patria. Alterna l'attività pittorica come opere come Ultima Nota (1919), Ritratto della sorella Assunta (1924) esposto alla XIV Biennale di Venezia, il Trittico S. Lucia Grazia Illuminante (1924) Maschere (1930) e Meditazione (1930) con attività letteraria, come il lavoro di bibliotecario al Circolo Artistico e la collaborazione col quotidiano Il Piccolo (dal 1924). Nel 1923 partecipa anche alla Quadriennale di Torino.
Nel 1927 diventa membro del Direttorio del Sindacato fascista di Belle Arti e dipinge il ritratto di Luciana Valmarin. L'anno dopo riceve la medaglia d'oro della Prefettura di Trieste e nel 1929 partecipa alla Esposicion mondiale di Barcellona
Pur conoscendo le avanguardie europee, mantiene uno stile personale, non legandosi ad alcun gruppo, anche se si avvicina talvolta ad alcuni esiti metafisici, come in Imeneo (1931). Nel 1932 dedica alla madre un ritratto in memoria (era morta l'anno prima), intitolato Mia Madre. Da quel momento Cesare vive con il fratello Mario nell'appartamento di via San Nicolò 19 a Trieste, che diviene un luogo ricco di libri e oggetti artistici.
Durante gli anni Trenta pubblica la sua traduzione de I Fari di Baudelaire sulla rivista del Lloyd Triestino “Sul Mare” (1932), termina il grande dipinto Ego sum Vita (1933); l'anno seguente espone alla XIX Biennale di Venezia il bozzetto. Nel 1935 partecipa alla “Mostra dei Quarant'anni” della Biennale di Venezia con Maschere e Imeneo e nel 1936 alla XX Biennale di Venezia con Specchio Infranto e Ritratto di Elsa Douzak. Nel 1937 pubblica la traduzione de I fiori del male di Charles Baudelaire, esegue il ritratto del poeta francese e conosce Rosetta Lazzarini. Alla fine del decennio si dedica a raffigurazioni della città di Trieste fatiscente o sventrata come Rena Vecchia di Trieste e Cantiere in demolizione.
Nel 1945 dipinge Le tre Grazie (o Grazie distrutte) e collabora con il Messaggero Veneto dal 1948 al 1954. Pubblica la traduzione dell'Inno alla Libertà di Dionisos Solomos nel 1951. Il suo ultimo autoritratto risale al 1952 ed è inserito nell'opera La Cicchina di Dorothy.
Fra il 1955 e il 1959 si fa promotore della realizzazione della Via Crucis per la Chiesa di San Pietro Apostolo a Buja, in provincia di Udine, tenendo una fitta corrispondenza con i quattordici autori italiani che poi la realizzano.
Negli anni sessanta, dipinge il Ritratto di Arnoldo Frigessi di Rattalma (1960) e viene pubblicata la seconda edizione riveduta della sua traduzione de I fiori del male.
Muore nel 1968 dopo lunga infermità all'età di 79 anni.
Dal 2014 l’archivio personale cartaceo di Cesare Sofianopulo è dichiarato di interesse culturale ai sensi dell'art. 10 del D.lgs.22/1/2004 e tutelato dal Ministero. È custodito a Trieste dai discendenti coll'obbligo di permetterne la consultazione agli studiosi che ne facciano richiesta tramite il Soprintendente archivistico.

## Arte figurativa
Nel catalogo redatto da Bianca Maria Favetta sono elencati 265 dipinti (alcuni dei quali perduti), una decina di bozzetti incompiuti, 140 disegni.
Cesare era nato nell'ambiente triestino che non possedeva una tradizione artistica propria, ma subiva gli influssi delle culture delle varie etnie che vi erano confluite, o con le quali la città era in contatto. Forte in lui è inoltre la suggestione della psicoanalisi, tanto cara all'ambiente triestino, che si esplicita nella a volte spietata indagine del sé, nel tema del doppio, della morte e dell'inquietudine dei fantasmi della mente.
Il carattere dei suoi primi dipinti (per lo più ritratti di familiari) è ottocentista – tedesco, con le figure che emergono da sfondi scuri.
Nel 1908, durante il soggiorno a Egion Achea, affascinato dalla visione del monte Parnaso all'alba, lo rappresenta in varie versioni, con stesure uniformi e colori netti e luminosi, con un carattere tra arcaico e metafisico.
Negli anni 1910-12, a Monaco con Angelo Jank e poi a Parigi, entra veramente in contatto con la cultura europea, conoscendo l'Art Nouveau, e venendo sfiorato dalle avanguardie, pur mantenendo nei suoi esperimenti, un carattere bizantino derivato delle sue radici greche, che lo porta a cesellare il dettaglio. 
A Monaco nel 1912-14, con Franz von Stuck, si specializza nel disegno, la copia fedele del vero, ma la pittura secessionista e sensuale di von Stuck, in Sofianopulo diventa stilizzata, raffinata, simbolica.
Ritornato a Trieste, si dedica in particolare al ritratto e a fantasie macabre. La morte è una presenza costante, esplicita o meno, della sua arte. Si ricordano in particolare: del 1909, Vite del 1915 Eburnea e Morte al chiaro di luna, 1919: Ultima nota, opera trafugata negli anni '80; 1920: Ultima fiamma; 1924: Santa Lucia grazia illuminante; il noto Maschere del 1930; Ego sum vita: bozzetto del 1922, opera definitiva del 1933.
Il pittore dipinge anche moltissimi autoritratti, soprattutto con intento di indagare e giocare con le complessità dell'io, spesso corredati di motti, come per esempio Ars/Mors/Amor (cat.46), ΓΝΩΘΙ ΣΑΥΤΟΝ (conosci te stesso) oppure utilizzati per composizioni originali, cariche di “intenzioni e sottintesi” (S.Benco), come nel Zeusi e Parrasio del 1927; i già citati Santa Lucia e Maschere, l'Autoritratto Bifronte del 1936.
Negli anni dai '30 ai '50 del Novecento, si accosta alla metafisica: esplicitamente, in opere quali Maschere, Imeneo, o in modo più sottile, come in Grazie Distrutte e La Cicchina di Dorothy.
Un caso particolare è il Ritratto di Frances, che rappresentava per lui l'ideale inarrivabile: vi lavora dal 1913 per tutta la vita, "alla maniera di Dorian Gray" (Tiddia).
Contemporaneamente, interveniva attivamente nella vita cittadina tanto con scritti e conferenze quanto con dipinti, per criticare la distruzione di aspetti caratteristici di Trieste o per rievocarli, per esempio i Cantieri di demolizione.
Negli ultimi anni si dedicò prevalentemente al ritratto con un modo più sintetico e linee più rigide.
Definisce se stesso Poetico pictor, pingente vate, sottolineando il legame profondo fra la sua pittura e forme di poesia con caratteri sfuggenti e lirici. La critica sottolinea la sua capacità di indagare il mondo, non tralasciando gli aspetti magici; Bianca Maria FAvetta lo definisce "Pittore, poeta, traduttore, solerte indagatore di civiche vicende", mentre Arduino Berlam "Anima bizantina di greco moderno". Maria Masau Dan scrive: “personaggio irripetibile, affascinante e scomodo al tempo stesso,[…] (che) rappresenta come pochi altri l'anima di Trieste […] greco per origine, temperamento, cultura, italiano nel cuore, ma segnato da un'impronta nordica nel pensiero, egli incarna […] esemplarmente la figura dell'intellettuale di qui, inquieto e diviso fra tante anime”(Masau e coll.)
Per chi lo ha conosciuto Sofianopulo è stato un personaggio caratteristico di Trieste, ricordato tanto negli ambienti della cultura, quanto in scherzi e vignette. Afflitto da sordità che non gli impediva di “attaccare bottone” con chi incontrava. Incline all'autocelebrazione ma affabile, capace di azioni disinteressate come l'amicizia col pittore Vito Timmel o l'iniziativa della Via Crucis di Avilla di Buia (UD).

### Opere fondamentali
- Morte al chiaro di luna
- Eburnea
- La malata (1913)
- Ultima nota (1919)
- Mia sorella Maria Assunta (1924)
- Maschere (1930)
- Ritratto della signora Valmarin Pantaleo (1934)
- Specchio infranto (1936)
- Autoritratto bifronte (1936)
- Doppio autoritratto

### Esposizioni
Dal 1908 al 1968 partecipò a 109 mostre, tra le quali: tre volte alla Biennale di Venezia (1934,35, 36); 10 volte alla Società Promotrice delle Belle Arti di Torino; e poi, oltre a Trieste, in altre esposizioni a Venezia, Torino, Padova, Bologna, Roma, Milano, Pola, Vienna, Barcellona ecc.
Dopo la sua morte, nel 
- 1970 venne allestita a Trieste la sua prima personale, come pure nel
- 1994 per l'uscita del libro “Cesare Sofianopulo Ars Mors Amor”.

Sue opere continuano a venire inserite in esposizioni a tema nazionali e internazionali, si ricordano:
- 1979 Trieste: Artisti ai tempi di Italo Svevo
- 1980  “         Gli affreschi di Carlo Sbisà e la Trieste degli Anni Trenta
- 1982-83 “  Arte nel Friuli – Venezia Giulia 1900 – 1950
- 1985 Parigi: Trouver Trieste
- 1990 Trieste: I grandi vecchi
- 1991 – 92, Trieste: Il Mito sottile. Pittura e scultura nella città di Svevo e Saba
- 2010  “         Arte e psicanalisi nella Trieste del Novecento
- 2013 Forlì: Novecento. Arte e vita in Italia tra le due guerre

## Opera letteraria
Cesare Sofianopulo si dedicò da sempre anche alla scrittura:  a cominciare dai 49  “diari” che tenne dal 1906 alla morte che contengono la trascrizione della sua corrispondenza, comprese le poesie acrostiche (secondo lui, più di 6000) che dedicava ad amici e conoscenti anche occasionali. “Fitti di osservazioni, notazioni critiche e letterarie, abbellimenti grafici: opera d'arte in se stessi” (P.Dorsi). Miniera ancora parzialmente inesplorata di notizie su di lui e sulla storia del suo tempo e dei personaggi coi quali corrispose.
Dal 1916 attivo come critico d'arte sul quotidiano Il Lavoratore, dal 1924 su Il Piccolo (che allora usciva con due edizioni quotidiane), dal 1948 anche sul Messaggero Veneto: scrisse praticamente di tutti gli artisti attivi in città, ma anche per rievocare vicende e luoghi storici, per esprimere opinioni, spesso caustiche, guadagnando anche inimicizie. Tra le sue “battaglie”, quella per promuovere l'ampliamento e la riapertura del Museo Revoltella.
Negli ultimi anni pubblicava sul Piccolo articoli divertenti densi di curiosità storiche, tratti dai suoi diari.
Ma la sua grande passione fu tradurre poesia. Dagli anni '30 in poi, ha tradotto in rima tutto Baudelaire (pubblicati nel '37 e nel '67), Poems di Edgar Allan Poe, Sagesse di Verlaine, Testamenti di François Villon, 350 Liriche neoelleniche, tutti i Sonetti di Lorenzo Mavilis, 20 sonetti danteschi di poeti ungheresi, 160 liriche di Sándor Petőfi ed altro, in gran parte inedite, ma che egli divulgava in declamazioni pubbliche a Trieste e in Friuli